# وات ت. كلوفيريوس الرابع
وات ت. كلوفيريوس الرابع (4 ديسمبر 1934 - 14 فبراير 2010) دبلوماسي أمريكي متخصص في منطقة الشرق الأوسط.
ولد كلوفيريوس في أرلينغتون بولاية ماساتشوستس ونشأ في شيكاغو بإلينوي. تزوج من ليا كونستابلر. خدم في بحرية الولايات المتحدة من 1957 إلى 1962. حصل على درجة الماجستير من جامعة إنديانا بلومينغتون في عام 1967. يعتبر من الجيل الرابع في عائلته الذي يلتحق بالبحرية وابنته شارلوت ضابط بحري أيضا.
انضم كلوفيريوس إلى وزارة الخارجية الأمريكية في عام 1967. شغل منصب سفير الولايات المتحدة لدى مملكة البحرين في الفترة من 1976 إلى 1978. كما شغل منصب نائب مساعد وزيرة الخارجية في عهد الرئيس رونالد ريغان. وفقا لوزير الخارجية الأمريكي جورج شولتز كان كلوفيريوس: «رجل يتحدث بسهولة مع الملك الحسين بن طلال ونرسله إلى الأردن في الأوقات الحرجة». كما شغل منصب القنصل العام في القدس من 1983 إلى 1985. وفي الفترة من 1988 إلى 1998 كان مدير عام القوة متعددة الجنسيات والمراقبون في سيناء. من عام 2002 إلى عام 2007 كان الرئيس والرئيس التنفيذي لمجلس كليفلاند في الشؤون العالمية.